# Magma (Gojira)
Magma è il sesto album in studio del gruppo musicale francese Gojira, pubblicato il 17 giugno 2016 dalla Roadrunner Records.

## Tracce
Testi e musiche dei Gojira.
1. The Shooting Star – 5:42
2. Silvera – 3:33
3. The Cell – 3:18
4. Stranded – 4:29
5. Yellow Stone – 1:19
6. Magma – 6:42
7. Pray – 5:14
8. Only Pain – 4:00
9. Low Lands – 6:04
10. Liberation – 3:35

Rock in Rio – DVD bonus nell'edizione speciale
1. Ocean Planet – 6:32
2. The Axe – 4:21
3. The Heaviest Matter of the Universe – 5:47
4. Backbone – 4:25
5. Love/Remembrance – 5:56
6. L'Enfant Sauvage – 3:52
7. Flying Whales – 8:17
8. Drum Solo – 1:21
9. Oroborus – 4:53
10. Vacuity – 5:37
11. The Gift of Guilt – 7:24

## Formazione
Gruppo
- Joe Duplantier – voce, chitarra, arrangiamento
- Christian Andreu – chitarra
- Jean-Michel Labadie – basso
- Mario Duplantier – batteria, arrangiamento

Produzione
- Joe Duplantier – produzione, missaggio
- Johann Meyer – missaggio, ingegneria del suono
- Ted Jensen – mastering
- Alexis Berthelot – ingegneria del suono aggiuntiva
- Will Putney – ingegneria del suono aggiuntiva
- Jamie Uertz – ingegneria del suono aggiuntiva
- Taylor Bingley – ingegneria del suono aggiuntiva
- Hibiki Miyazaki – copertina

## Classifiche
| Classifica (2017)          | Posizione massima |
| -------------------------- | ----------------- |
| Australia                  | 11                |
| Austria                    | 9                 |
| Belgio (Fiandre)           | 15                |
| Belgio (Vallonia)          | 28                |
| Canada                     | 17                |
| Danimarca                  | 40                |
| Finlandia                  | 5                 |
| Francia                    | 10                |
| Germania                   | 14                |
| Italia                     | 95                |
| Norvegia                   | 9                 |
| Nuova Zelanda              | 26                |
| Paesi Bassi                | 43                |
| Portogallo                 | 12                |
| Regno Unito                | 24                |
| Regno Unito (rock & metal) | 1                 |
| Spagna                     | 64                |
| Stati Uniti                | 24                |
| Stati Uniti (hard rock)    | 4                 |
| Stati Uniti (rock)         | 4                 |
| Svezia                     | 26                |
| Svizzera                   | 4                 |
| Ungheria                   | 31                |